# Rocca Massima
Rocca Massima ist eine Gemeinde in der Provinz Latina in der italienischen Region Latium mit 1081 Einwohnern (Stand 31. Dezember 2023). Sie liegt 57 Kilometer südöstlich von Rom.

## Geographie
Rocca Massima liegt in den Monti Lepini oberhalb der Pontinischen Ebene.
Es ist Mitglied der Comunità Montana Monti Lepini e Ausoni.

## Bevölkerung
| Jahr | Bevölkerung |
| ---- | ----------- |
| 1871 | 1134        |
| 1901 | 1512        |
| 1921 | 1758        |
| 1951 | 1605        |
| 1971 | 1254        |
| 1991 | 1135        |
| 2001 | 1104        |

## Politik
Mario Lucarelli (Lista Civica) übt seit dem 27. Mai 2019 das Amt des Bürgermeisters aus.

## Belege
1. ↑  Bilancio demografico e popolazione residente per sesso al 31 dicembre 2023. ISTAT. (Bevölkerungsstatistiken des Istituto Nazionale di Statistica, Stand 31. Dezember 2023).
2. ↑  ISTAT